# Liste von Bahnwassertürmen in Deutschland
Die Liste zeigt die in Wikipedia beschriebenen Bahnwassertürme. Sie enthält sowohl stillgelegte Wassertürme als auch solche, die noch in Betrieb sind.
Literatur und Weblinks finden sich in den Hauptartikeln zu den einzelnen Gebäuden.
| Ort                      | Bild                                                | Bezeichnung                                           | Lage | Baujahr   | Höhe     | Behälter- volumen | Bemerkungen                                                                           |
| ------------------------ | --------------------------------------------------- | ----------------------------------------------------- | ---- | --------- | -------- | ----------------- | ------------------------------------------------------------------------------------- |
| Bebra                    |                                                     | Bahnwasserturm Bebra                                  | ⊙    | 1910      |          | 500 m³            | stillgelegt, neue Nutzung: Eisenbahnmuseum                                            |
| Berlin-Moabit            |                                                     | Stellwerk Berlin-Moabit Mwt                           | ⊙    | 1892/93   |          |                   | Kombinierter Bau aus Stellwerk und Wasserturm, stillgelegt, Baudenkmal                |
| Berlin-Ostkreuz          |                                                     | Wasserturm Ostkreuz                                   | ⊙    | 1912      | 59 m     | 400 m³            | seit 1978 Baudenkmal, 2015 an privat verkauft                                         |
| Bredstedt                |                                                     | Bahnwasserturm Bredstedt                              | ⊙    | 1928      | 24 m     | 140 m³            | stillgelegt, ungenutzt                                                                |
| Büchen                   |                                                     | Bahnwasserturm Büchen                                 | ⊙    | 1912      | 14,5 m   | 100 m³            | abgerissen                                                                            |
| Cottbus                  |                                                     | Bahnwasserturm Cottbus                                | ⊙    | 1914      | 23 m     | 500 m³            | System Klönne, 1955 stillgelegt, Baudenkmal                                           |
| Crailsheim               |                                                     | Wasserturm Crailsheim                                 | ⊙    | 1912      | 23,7 m   | 600 m³            | Baudenkmal, heute Nutzung durch Gastronomie                                           |
| Darmstadt                |                                                     | Wasserturm am Darmstädter Hauptbahnhof                | ⊙    | 1910–1912 |          |                   | Kombinierter Bau aus Wasserturm und Stellwerk, 1975 stillgelegt, Baudenkmal           |
| Darmstadt                |                                                     | Wasserturm (Ausbesserungswerk Darmstadt)              | ⊙    | 1885      | 20 m     | 75 m³             | Baudenkmal                                                                            |
| Dortmund-Betriebsbahnhof | -                                                   | Wasserturm des Bw Dortmund-Betriebsbahnhof            | ⊙    | ca. 1935  | 37 m     | 1000 m³           | Baudenkmal                                                                            |
| Dortmund Südbahnhof      |                                                     | Wasserturm des Dortmunder Südbahnhofs                 | ⊙    | 1927      | 43 m     | 800 m³            | Baudenkmal                                                                            |
| Dresden                  |                                                     | Wasserturm Dresden-Altstadt                           |      |           |          | 4× 20 m³          | Kombinierter Bau aus Sozialgebäude und Wasserturm; in Betrieb                         |
| Duisburg-Friemersheim    |                                                     | Wasserturm Hohenbudberg                               | ⊙    | 1915/16   | 35 m     | 2× 500 m³         | Doppelwasserturm 1965 stillgelegt, Baudenkmal                                         |
| Duisburg-Hochfeld        |                                                     | Wasserturm Hochfeld                                   | ⊙    | 1917      | 47 m     | 1000 m³           | stillgelegt, Baudenkmal, Nutzung für Büroräume und Restaurant                         |
| Fürstenhagen (Eichsfeld) |                                                     | Bahnwasserturm Fürstenhagen                           | -⊙   | 1914      | 19 m     | 25 m³             | Informationszentrum, Baudenkmal                                                       |
| Geesthacht               |                                                     | Bahnwasserturm Geesthacht                             | ⊙    | 1917      | 23,7 m   | 30 m³             | stillgelegt                                                                           |
| Geldern                  |                                                     | Wasserturm Geldern                                    | ⊙    | 1905–1910 |          |                   | stillgelegt, neue Nutzung: Kunstverein                                                |
| Hagenow                  |                                                     | Wasserturm am Bahnhof Hagenow Land                    | ⊙    |           | ca. 30 m |                   | stillgelegt, ungenutzt, Baudenkmal                                                    |
| Halle (Saale)            |                                                     | Wasserturm Halle (Saale) Hauptbahnhof                 | ⊙    | 1910      | 17,5 m   | 210 m³            | Werbeträger                                                                           |
| Hamburg, Bezirk Altona   |                                                     | Bahnwasserturm Altona                                 | ⊙    | 1954/55   | 37 m     | 500 m³            | bis 2003 in Betrieb, Baudenkmal                                                       |
| Heidelberg, Bahnstadt    |                                                     | Wasserturm am Czernyring                              | ⊙    | 1907      |          |                   | Behälter nach dem Intze-Prinzip, stillgelegt, Baudenkmal, für Veranstaltungen genutzt |
| Heidelberg, Bahnstadt    |                                                     | Wasserturm in der Eppelheimer Straße                  | ⊙    | 1925–1927 | 30 m     | 333 m³            | stillgelegt, Baudenkmal, für Veranstaltungen genutzt                                  |
| Kirchenlaibach           |                                                     | Wasserturm im Bw Kirchenlaibach                       |      |           |          |                   |                                                                                       |
| Kirchseeon               |                                                     | Wasserturm im Schwellenwerk Kirchseeon                | ⊙    | 1902–1903 | 27 m     |                   | 1958 stillgelegt, ungenutzt, Baudenkmal                                               |
| Kornwestheim             |                                                     | Bahnwasserturm des Bw Kornwestheim                    | ⊙    | 1914      | 30 m     | 1100 m³           | Nutzung durch Gastronomie                                                             |
| Köthen                   |                                                     | Wasserturm Bahnhof Köthen                             | ⊙    | 1911/12   | 30 m     | 250 m³            | Intze-Behälter, kugelförmig Baudenkmal                                                |
| Lübeck                   |                                                     | Bahnbetriebswerk Lübeck                               | ⊙    |           |          |                   | Baudenkmal                                                                            |
| Mainz                    |                                                     | Wasserturm Bischofsheim                               | ⊙    | 1912      | 19 m     | 160 m³            | Barkhausen-Behälter, seit 1980 unter Denkmalschutz                                    |
| Merseburg                |                                                     | Wasserturm am Bahnhof Merseburg                       | ⊙    | 1906      |          | 50 m³             | stillgelegt, unter Denkmalschutz                                                      |
| Oldenburg                |                                                     | Bahnwasserturm Oldenburg Hafen                        | ⊙    | 1908      | 33 m     | 500 m³            | Als Büroräume genutzt                                                                 |
| Osnabrück                |                                                     | Wasserturm am Hauptbahnhof Osnabrück                  | ⊙    |           |          | 750 m³            | stillgelegt                                                                           |
| Osnabrück                | Wasserturm im Bw Osnabrück Hbf 1976, 1983 gesprengt | Wasserturm am Bw Osnabrück Hbf (Nähe Hunteburger Weg) |      |           | 36 m     | 1000 m³           | 17.12.1983 gesprengt                                                                  |
| Weil am Rhein-Haltingen  |                                                     | Wasserturm Haltingen                                  | ⊙    | 1913      | 25 m     | 500 m³            |                                                                                       |
| Westerland / Sylt        |                                                     | Wasserturm Westerland                                 | ⊙    | 1927      | 21,8 m   | 100 m³            | Als Wohnung genutzt, Baudenkmal                                                       |
| Wuppertal                |                                                     | Wasserturm am Bahnhof Wuppertal-Steinbeck             | -    |           |          |                   | stillgelegt, Baudenkmal                                                               |